# Plutopia
Série Mickey Mouse
Mickey et le Phoque
(1948)
Pour plus de détails, voir Fiche technique et Distribution.
Plutopia est un court-métrage d'animation américain des studios Disney avec Pluto, sorti le 18 mai 1951.
Ce film fait partie de la série Mickey Mouse, même s'il a pour héros le personnage de Pluto.

## Synopsis
Mickey et Pluto sont en vacances au camp Utopia. Le chien pense être réellement au paradis avec de nombreux arbres, un chat à poursuivre... mais le règlement intérieur est très strict. Les chiens doivent être muselés et attachés à l'extérieur, étant interdits dans les chalets. Pluto s'endort et rêve de son vrai paradis, Plutopia.

## Fiche technique
- Titre original et titre français : Plutopia
- Série : Mickey Mouse
- Réalisation : Charles A. Nichols
- Scénario : Ralph Wright, Al Bertino
- Animation : Les Clark, Norman Ferguson, Fred Moore, George Nicholas; Jack Boyd
- Effets visuels : Dan McManus
- Décors : Ray Huffine
- Layout : Lance Nolley
- Musique : Joseph Dubin
- Production : Walt Disney
- Société de production : Walt Disney Productions
- Société de distribution : RKO Radio Pictures
- Format : Couleur (Technicolor) - 1,37:1 - Son mono (RCA Sound System)
- Durée : 7 min
- Langue : Anglais
- Pays :  États-Unis
- Date de sortie :
  - États-Unis : 18 mai 1951[1]

## Voix originales
- James MacDonald : Mickey Mouse
- Pinto Colvig : Pluto

## Voix françaises
- Jean-Paul Audrain : Mickey Mouse
- Jacques Ferrière : Milton le Chat

## Commentaires
Le film marque la deuxième confrontation de Pluto avec le chat Milton, apparu dans Puss Cafe (1950) et qui sera de retour une dernière fois dans Le Chat, le Chien et la Dinde (1951).

## Titre en différentes langues
- Allemagne : Plutopie
- Suède : Pluto i paradiset

Source : IMDb